# KNSB-competitie
De KNSB-competitie is de competitie die voor Nederlandse schaakverenigingen wordt georganiseerd door de Koninklijke Nederlandse Schaakbond. De competitie bestaat anno 2023 uit zeven niveaus: zes reguliere divisies en een Meesterklasse.

## Algemeen
Tot en met het seizoen 2017/18 bestond de KNSB-competitie uit drie divisies en de Meesterklasse. De regionale competities, zoals de SGA-competitie en de NBSB-competitie waren complementair aan de KNSB-competitie: De hoogste teams uit de promotieklasses van de regionale schaakcompetities promoveerden naar de Derde Klasse KNSB. 
Vanaf het seizoen 2018/19 werd een pilot gevoerd met de invoering van drie nieuwe divisies (Vierde Klasse, Vijfde Klasse en Zesde Klasse) en een aanzienlijke uitbreiding van het aantal deelnemende teams. De KNSB-competitie werd bovendien losgekoppeld van de regionale competities. Er vond dus geen promotie/degradatie meer plaats. Elke club kon teams inschrijven voor de Zesde Klasse. De pilot was een succes want op de bondsraad van 7 december 2019 werd de nieuwe opzet definitief gemaakt.
Op alle niveaus wordt er een halve competitie gespeeld. Dit wil zeggen, dat alle verenigingen slechts één keer tegen elkaar spelen. Tijdens een wedstrijd spelen de schaakverenigingen in teams van tien of acht tegen elkaar. De thuisspelende ploeg heeft wit op de even-borden. Gemiddeld één keer per maand is er een competitiewedstrijd. De competitie loopt doorgaans vanaf september tot en met april van het volgende kalenderjaar.

## Meesterklasse
De hoogste klasse wordt sinds 1996-97 de Meesterklasse genoemd. Daarvoor heette de hoogste klasse de Hoofdklasse.
In deze klasse spelen tien teams en elk team speelt met een team van tien spelers. De winnaar mag zich Nederlands kampioen noemen en kwalificeert zich voor de Europa Cup voor schaakteams. De nummers negen en tien degraderen naar de Eerste Klasse.

## Eerste Klasse
De Eerste Klasse is het tweede niveau in de KNSB-schaakcompetitie. In deze klasse spelen twintig teams van tien schakers, die op rating en regio worden verdeeld over twee poules. Zo wordt er gespeeld in een Eerste Klasse A en Eerste Klasse B. Alle teams spelen met een team van tien spelers. De nummers negen en tien degraderen naar de Tweede Klasse, terwijl alleen de kampioen promoveert naar de Meesterklasse.

## Tweede Klasse
De Tweede Klasse is het derde niveau in de schaakcompetitie en is ingevoerd in 1950. Het aantal teams in deze competitie was voorheen 40, maar is per het seizoen 2024/25 teruggebracht tot 30.
De teams in deze klasse spelen met teams van acht personen. De 30 teams worden op rating en regio verdeeld over drie poules. Zo wordt er gespeeld in een Tweede Klasse A, B, C. De drie kampioenen alsmede de beste nummer 2 promoveren naar de Eerste Klasse. De nummers negen en tien degraderen naar de Derde Klasse.

## Derde Klasse
De Derde Klasse is het vierde niveau in de schaakcompetitie en is in 1986 opgericht. In totaal spelen in deze klasse 80 teams van acht personen, die op rating en regio verdeeld worden over acht poules. Het aantal teams wordt in de toekomst teruggebracht tot 60.
Zo wordt er gespeeld in een Derde Klasse A, B, C, D, E, F, G en H. De acht kampioenen promoveren naar de Tweede Klasse, terwijl de nummers negen en tien degraderen naar de regionale bonden. De drie beste promovendi van het vorige seizoen verdienen voor hun regionale bond een extra promotieplek.

## Vierde Klasse
Sinds de reorganisatie (centralisatie), zijn per het seizoen 2018/2019 de Vierde Klasse en lager ingevoerd in de KNSB-structuur. De Vierde Klasse is het vijfde niveau in de schaakcompetitie en is in 2018 opgericht. In totaal spelen in deze klasse 90 teams van acht personen, die op rating en regio verdeeld worden over negen poules. Zo wordt er gespeeld in een Vierde Klasse A, B, C, D, E, F, G, H en I. Net zoals in de Derde Klasse en hoger worden er negen ronden gespeeld op basis van een halve competitie. De negen kampioenen promoveren naar de Derde Klasse. De laagste twee teams in elke groep degraderen. Bij uitsluiting van een team behoort dit team tot de twee degraderende teams.

## Vijfde Klasse
De Vijfde Klasse is het zesde niveau in de schaakcompetitie en is in 2018 opgericht. In de Vijfde Klasse worden 6 tot 8 ronden gespeeld gelijk op basis van een halve competitie met de 2e t/m de 8e ronde van de groepen van tien. In totaal spelen in deze klasse 54 teams van acht personen, die op rating en regio verdeeld worden over zeven poules. Zo wordt er gespeeld in een Vijfde Klasse A, B, C, D, E, F, en G. De zeven kampioenen promoveren naar de Vierde Klasse. De laagste twee teams in elke groep degraderen. Bij uitsluiting van een team behoort dit team tot de twee degraderende teams.

## Zesde Klasse
De Zesde Klasse is het zevende niveau in de schaakcompetitie en is in 2018 opgericht. In de Zesde Klasse worden 6 tot 8 ronden gespeeld gelijk met de 2e
t/m de 8e ronde van de groepen van tien. In totaal spelen in deze klasse 63 teams van acht personen, die op rating en regio verdeeld worden over acht poules. Zo wordt er gespeeld in een Zesde Klasse A, B, C, D, E, F, G en H. De acht kampioenen promoveren naar de Vijfde Klasse. Het is ook het laagste landelijke niveau, dat wordt georganiseerd door de Koninklijke Nederlandse Schaakbond, degradatie is dus niet mogelijk.